# Anni 60 a.C.
Gli anni 60 a.C. sono il decennio che comprende gli anni dal 69 a.C. al 60 a.C. inclusi.

## Nati
- Antioco I di Commagene, re († 36 a.C.)
- Gaio Cornelio Gallo, poeta e politico romano († 26 a.C.)
- Hyeokgeose di Silla, re coreano († 4)
- Ottavia minore, nobildonna romana († 11 a.C.)
- Suinin, imperatore giapponese († 70)
- Giunia Terzia, romana († 22)

- 13 aprile - Gaio Cilnio Mecenate, politico romano († 8 a.C.)65 a.C.
- 8 dicembre - Quinto Orazio Flacco, poeta romano († 8 a.C.)
- Marco Tullio Cicerone, politico e militare romano († 27 a.C.)
- Salomè I († 10)64 a.C.
- Simone Boeto, sacerdote ebreo antico († 5)
- Nicola di Damasco, storico e filosofo greco antico
- Marco Valerio Messalla Corvino, militare e scrittore romano († 8)63 a.C.
- 23 settembre - Augusto, imperatore romano († 14)60 a.C.
- Curia, romana († 5 a.C.)
- Dionigi di Alicarnasso, storico greco antico († 7 a.C.)
- Daeso di Buyeo, re († 22)
- Marco Giulio Cozio, re

## Morti
- Cleopatra Selene, regina egizia
- Cornelia, romana (n. 94 a.C.)
- Giulia, romana (n. 130 a.C.)68 a.C.
- Huo Guang, politico cinese
- Lucio Cecilio Metello, politico romano (n. 130 a.C.)67 a.C.
- Antioco di Ascalona, filosofo greco antico (n. 120 a.C.)
- Salomè Alessandra, sovrana ebrea antica (n. 139 a.C.)
- Lucio Cornelio Sisenna, storico romano (n. 120 a.C.)66 a.C.
- Dripetrua, principessa
- Gaio Licinio Macro, politico e storico romano65 a.C.
- Macare, sovrano
- Sifare64 a.C.
- Antioco XIII, sovrano63 a.C.
- Ariobarzane I di Cappadocia, re
- Gaio Cornelio Cetego, politico romano
- Mitridate VI del Ponto, sovrano (n. 132 a.C.)
- Tito Volturcio, politico e magistrato romano62 a.C.
- Areta III, sovrano
- Lucio Sergio Catilina, generale e politico romano (n. 108 a.C.)
- Mamerco Emilio Lepido Liviano, politico romano
- Quinto Roscio Gallo, attore romano61 a.C.
- Quinto Lutazio Catulo, politico romano (n. 123 a.C.)
- Orgetorige, principe e condottiero gallo
- Viridomaro, principe e condottiero gallo